# Aldózy
Aldózy (nebo aldosy) jsou monosacharidy se sumárním vzorcem CmH2mOm, obsahující v acyklické (necyklické) formě aldehydovou skupinu, resp. v cyklické formě hemiacetalovou (poloacetálovou) skupinu. Po chemické stránce se tedy jedná o polyhydroxyaldehydy se strukturou
HO-CH2–(CH-OH)n–CH=O (n = 1, 2, 3, 4, 5).
Uhlíky, které jsou ve shora uvedeném vzorci uzavřeny v závorce, se nazývají chirální centra, neboť představují prvek asymetrie, který je odpovědný za optickou aktivitu monosacharidů. Na každém z těchto center může konfigurace hydroxyskupiny nabývat dvou možných prostorových uspořádání; proto celkový počet prostorových izomerů u molekul s n chirálními centry se rovná 2n.

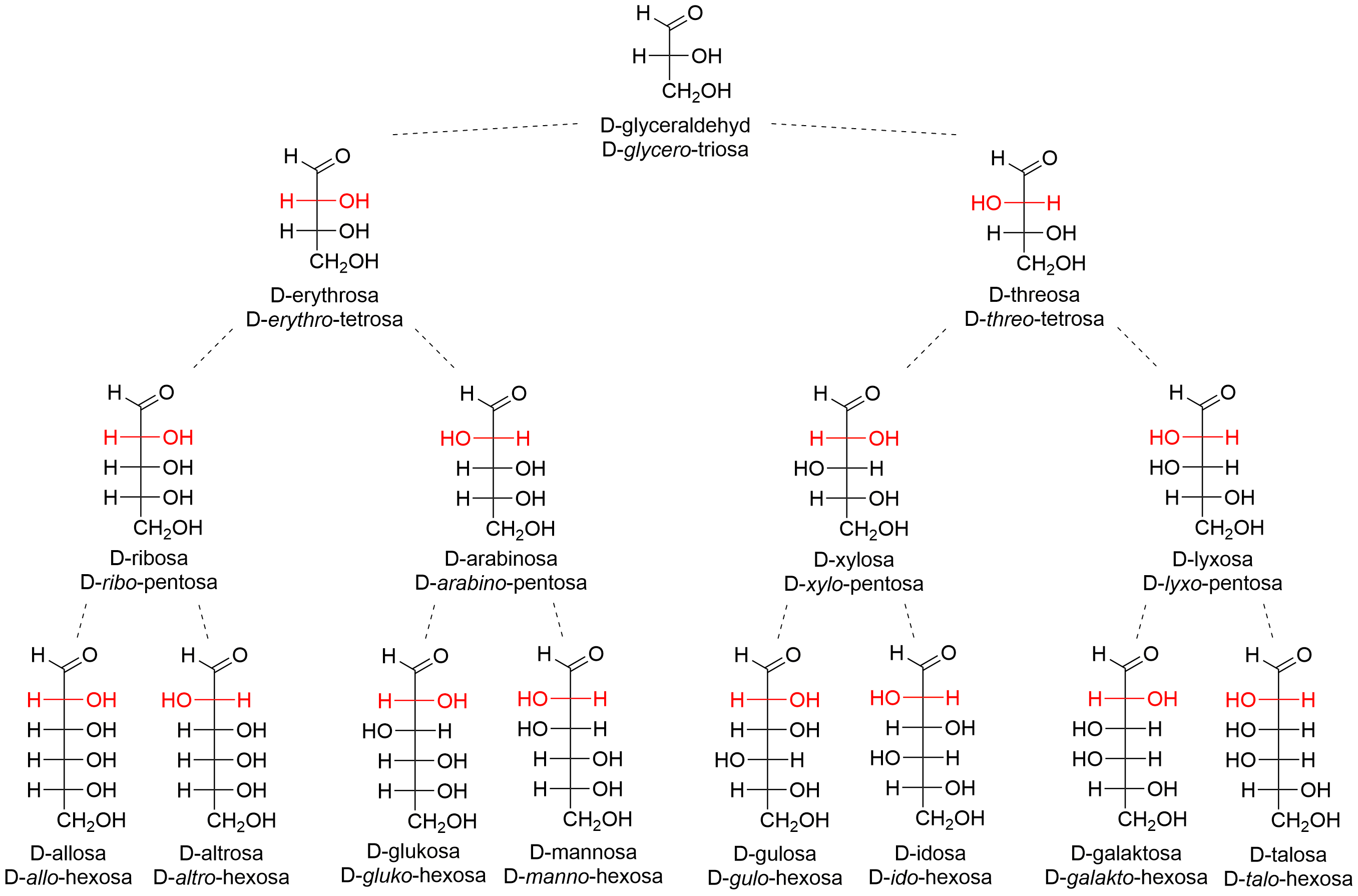
Aldózy a jejich odvození. V každém patře se počet ketóz zdvojnásobuje.

 Podle celkového počtu uhlíků se aldózy dělí na: 
| Název       | Počet uhlíků | Chirálních center n | Počet stereoizomerů |
| aldotriózy  | 3            | 1                   | 2                   |
| aldotetrózy | 4            | 2                   | 4                   |
| aldopentózy | 5            | 3                   | 8                   |
| aldohexózy  | 6            | 4                   | 16                  |
| aldoheptózy | 7            | 5                   | 32                  |

Názvy těchto skupin jsou složeny z úvodní předpony aldo, vyjadřující přítomnost aldehydové skupiny v lineární formě molekuly, kmene odvozeného od řecké číslovky vyjadřující celkový počet uhlíkových atomů v molekule (tri až hept) a koncovky óza. 
Lineární formy aldóz se obvykle zobrazují za použití tzv. Fischerovy projekce. Pro potřeby chemické nomenklatury jsou uhlíkové atomy v molekule aldóz očíslovány lokačními (pořadovými) čísly tak, aby číslo 1 bylo přiřazeno uhlíku aldehydové skupiny, např.
Zatímco nejvýznamnější aldózou je bezesporu aldohexóza s názvem D-glukóza, nejjednodušší je aldotrióza, zvaná glyceraldehyd, existující ve dvou stereoizomerech, které jsou vzájemně svými zrcadlovými obrazy, čili enantiomery
Symboly D a L, použité u glyceraldehydu, souvisejí s konfigurací na chirálním uhlíku s nejvyšším lokačním číslem. To platí i u aldóz s větším počtem uhlíků v řetězci. Jestliže chirální centrum nejvzdálenější od aldehydové skupiny má stejnou konfiguraci jako D-glyceraldehyd, pak příslušná aldóza má opět označení D. Stejný název, ale označení L, pak má její enantiomer (zrcadlový obraz).
Molekuly aldóz (s výjimkou aldotrióz a aldotetróz) se však jak v pevném skupenství (v krystalické formě), tak v roztoku převážně nacházejí v cyklické formě, která vzniká adicí (připojením) hydroxylové skupiny nacházející se na uhlíku č. 4 nebo 5 k aldehydové skupině za vzniku hemiacetálu, přičemž současně vzniká buď pětičlenný nebo šestičlenný kyslíkatý heterocyklus.
Varianty s pětičlenným tetrahydrofuranovým cyklem se nazývají furanózy, se šestičlenným tetrahydropyranovým cyklem se nazývají pyranózy a v názvech příslušných forem cukrů pak tyto výrazy nahrazují koncovku „óza“. Při cyklizaci (uzavírání cyklu) vznikající hemiacetálová skupina může zaujmout jednu ze dvou možných prostorových orientací; vytváří se tak v molekule další chirální centrum. Tyto dvě formy nazýváme anomery. Podle relativní orientace tohoto hydroxylu je rozlišujeme připojením symbolu α- nebo β- před název sloučeniny. Např. nejznámější aldohexóza – D-glukóza – může teoreticky existovat ve čtyřech cyklických formách.
V roztoku může jeden anomer přecházet ve druhý procesem, který se nazývá mutarotace. (Ve skutečnosti však glukóza neexistuje ve formě furanos; furanózy vznikají především z ketohexos, např. u D-fruktózy. Zde je glukóza použita jen jako teoretický příklad).
Cyklické formy aldóz se obvykle zobrazují v Haworthově (viz vzorce glukóz uvedené výše) nebo v Tollensově projekci.

## Chemické vlastnosti
Protože aldehydová skupina v jejich molekule se může snadno oxidovat na karboxylovou skupinu, mají redukční účinky. Proto bývají označovány za třídu redukujících monosacharidů. Již slabými oxidačními činidly, jako jsou např. soli jednomocného stříbra či dvojmocné mědi nebo brom se oxidují na kyseliny aldonové, např.
HO-CH2–(CH-OH)n–CH=O → HO-CH2–(CH-OH)n–COOH.
Šetrnou oxidací primární alkoholické skupiny na posledním uhlíku s nejvyšším lokačním číslem a při současném zachování aldehydové skupiny v nezměněném stavu vznikají kyseliny alduronové
HO-CH2–(CH-OH)n–CH=O → HOOC–(CH-OH)n–CH=O.
Působením silnějších oxidačních činidel, např. kyseliny dusičné se kromě aldehydové skupiny oxiduje i primární alkoholická skupina na opačném konci uhlíkového řetězce. Vznikají tak dikarboxylové kyseliny, v tomto případě nazývané kyseliny aldarové, např.
HO-CH2–(CH-OH)n–CH=O → HOOC–(CH-OH)n–COOH.
Naopak redukcí aldóz např. jejich hydrogenací působením vodíku za přítomnosti katalyzátorů se jejich aldehydová skupina mění na primární alkoholickou skupinu, přičemž vznikají cukerné alkoholy, nazývané alditoly, např.
HO-CH2–(CH-OH)n–CH=O + H2 → HO-CH2–(CH-OH)n–CH2OH.
Jiné chemické reakce jsou společné s ketózami a jsou uvedeny v hesle o monosacharidech.